# Атмосферен фронт
Атмосферния фронт представлява границата между 2 въздушни маси с различна плътност и предизвиква повечето от проявите на времето. Въздушните маси се намират в непрекъснато движение и изменение. При допир между две въздушни маси с различни физически свойства (топла и студена) се образуват гранични повърхнини, наречени фронтални повърхнини. Те не са разположени отвесно, а са силно наклонени към земната повърхност. Този наклон има много малък ъгъл – от 0,5° до 1°. Фронталната повърхнина пресича земната повърхност по линия, наречена фронтална линия или по-кратко фронт. от двете страни на фронталната линия се наблюдава скоково изменение на физичните свойства на въздушните маси.

## Видове атмосферни фронтове
В действителност фронталната повърхнина не е геометрична повърхнина, а представлява преходен слой. Този слой при пресичането си със земната повърхност дава ивица, широка понякога няколко километра. В метеорологията се различават три вида атмосферни фронтове – топъл, студен и оклюзионен.

### Оклюзионен атмосферен фронт
Студеният фронт следва топлия и тъй като се движи по-бързо, накрая го застига. При сливането на студения с топлия фронт се получава нов сложен фронт, наречен оклюзионен. При образуването на оклюзионния фронт топлият въздух постепенно се изтласква във височина, като се разстила както напред, така и назад върху студения въздух. Благодарение на това се развива мощна слоеста облачност с голямо хоризонтално разпространение. За оклюзионните фронтове е характерно продължително влошаване на времето и обложни валежи. Облачността и валежите се разпростират както пред, така и след фронта.
Атмосферните фронтове се движат с различна скорост. Тя е по-голяма при студените фронтове и по-малка при топлите фронтове. Студените и оклюзионните фронтове в повечето случаи се придвижват от запад на изток в Европа, докато топлите фронтове се движат към полюсите. Скоростта на това движение е различна: от 10 – 20 km/h до 40 – 80 km/h. Тъй като фронталните вълни са носители на лошо време, то като измерим скоростта, с която се движат тези вълни, можем да прогнозираме кога в дадено място ще настъпи влошаване на времето.